# 劳伦·温格
劳伦·温格（英語：Lauren Wenger，1984年3月11日—），美国女子水球运动员。她曾代表美国国家队参加2008年和2012年夏季奥林匹克运动会水球比赛，获得一枚金牌和一枚银牌。